# Artillerie (La Fresnaye)
Artillerie est un tableau de 1911 réalisé par l'artiste français Roger de La Fresnaye  à la peinture à l'huile sur toile. 
Le tableau représente des soldats français, des artilleurs, un officier français et un canon de campagne (une pièce d'artillerie) en remorque. L'œuvre fait actuellement partie de la collection du Metropolitan Museum of Art.